# Klas Pontus Arnoldson
Klas Pontus Arnoldson, švedski novinar, politik, mirovni aktivist, nobelovec, * 27. oktober 1844, † 20. februar 1916, Stockholm, Švedska. 
Leta 1908 je bil nagrajen z Nobelovo nagrado za mir, dobil jo je skupaj s Fredrikom Bajerjem. Bil je ustanovni član in prvi predsedujoči Švedskega mirovnega in arbitražnega društva.